# Trójząb

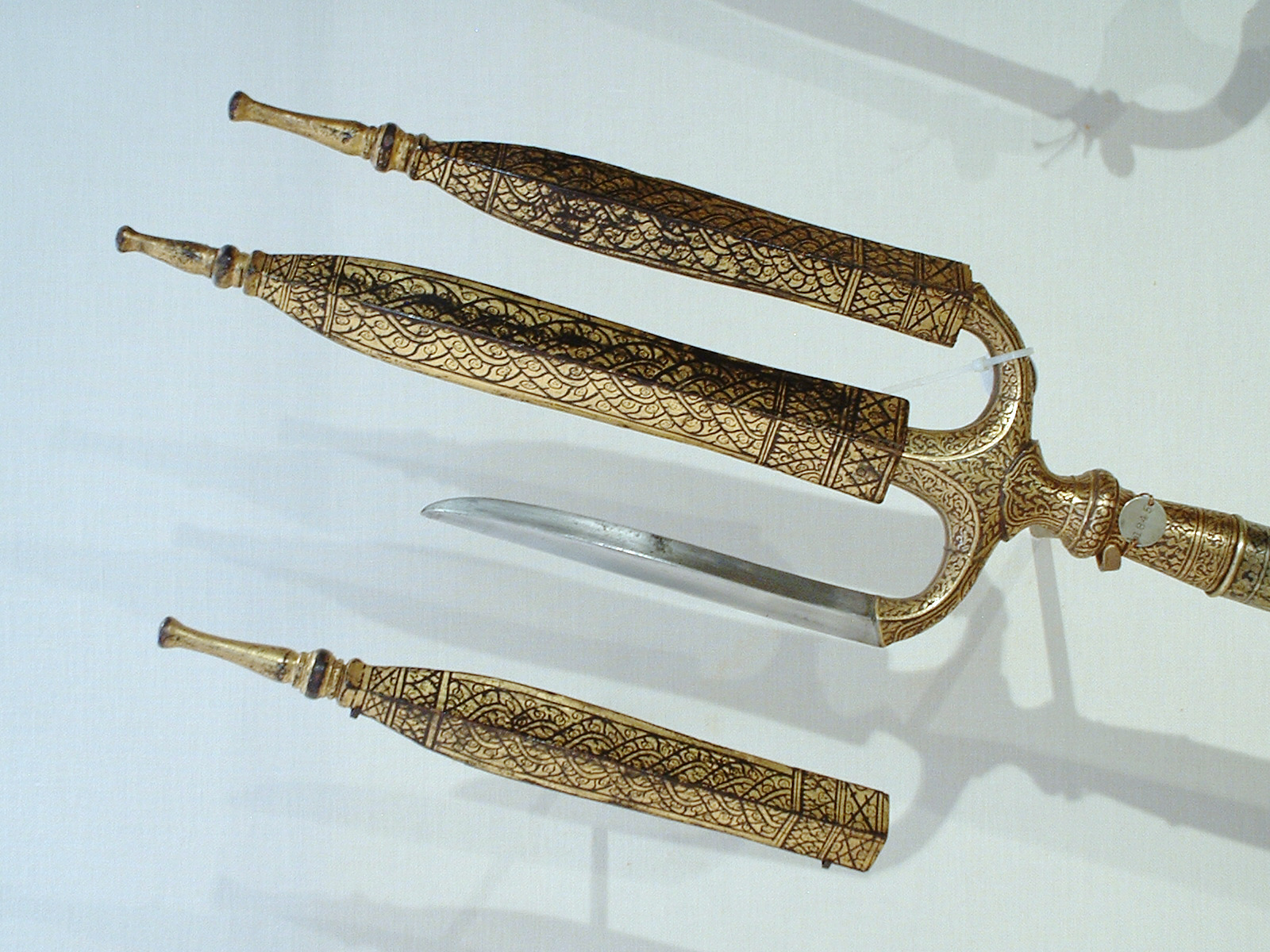
Trójząb z XVIII wieku

Trójząb – rodzaj broni białej, używanej niegdyś przez rybaków do polowania na większe ryby i ośmiornice, składa się z drzewca i osadzonych na nim trzech metalowych zębów, zakończonych hakami.
Trójząb jest atrybutem greckiego Posejdona (rzymskiego Neptuna), używany był przez niego do rozbijania skał i tworzenia źródeł. Jest także atrybutem hinduskiego boga Śiwy.
Trójząb był używany w walkach gladiatorów (retiarius) do dobijania nim spętanego siecią wroga.

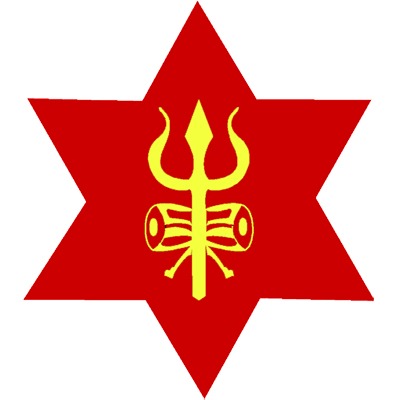
Logo nepalskiej armii. Widoczny trójząb.

Motyw trójzębu występuje na fladze Barbadosu, w herbie Ukrainy, w logo rosyjskiej organizacji NTS. Jest również w logo greckiej marynarki wojennej.
Grecka litera psi ma wygląd zbliżony do trójzębu.